# جولای زردقبا
جولای زردقبا (نام علمی: Ploceus tricolor) نام یک گونه از سرده جولاها است.